# Puilboreau
Puilboreau – miejscowość i gmina we Francji, w regionie Nowa Akwitania, w departamencie Charente-Maritime.
Według danych na rok 1990 gminę zamieszkiwało 4067 osób, a gęstość zaludnienia wynosiła 516 osób/km² (wśród 1467 gmin regionu Poitou-Charentes Puilboreau plasuje się na 51. miejscu pod względem liczby ludności, natomiast pod względem powierzchni na miejscu 945.).

## Współpraca
- Autrans, Francja